# 石川英郎
石川英郎（日语：／ Ishikawa Hideo，1969年12月13日—），日本男性配音員、旁白。出身於兵庫縣西宮市。身高181cm。O型血。

## 簡歷
青二Production所屬，青二塾東京校第12期生、相愛大學音樂部聲樂學科出身。

## 人物
高中時期，石川對畢業出路感到迷惘，本來出路是想學自己喜歡的武術（並有柔道二段），卻選擇了相愛大學聲樂學科就讀。大學時期，他發現歌劇需求手的動作和表情的演技之掌握，於是前往學習芝居的培養學校。但是到了最後，他對演劇的興趣完全消失，放棄了演劇之路。此時對於戲劇以外的唱歌和DJ等工作也有興趣。
在那之後，石川選了培養學校時期老師的建議，決定朝向配音業界發展。從大阪來到東京，經歷青二塾東京校第12期生之後，成為青二Production所屬。之後他的第一份工作是出演企業方向錄影帶的錄製工作。並獲選擔任常駐旁白在CS-PCM聲音放送的電台節目《無敵愛好萬歲》單元「目標！聲優甲子園」中演出。
此時，他從電台節目中得到主持人、配音前輩神谷明的鍛鍊，並視神谷為師傅及尊敬的對象。《蓋特機器人》出續作OVA時，石川對於從前輩神谷接下主角流龍馬的配音，表示與他一樣充滿很深的感觸。PSP版掌上遊戲《北斗神拳拉歐外傳 天之霸王》中登場的《北斗神拳》主角拳四郎也包括在內。
此外他曾經有UWF International作為進行實況的時期，有一次靜岡摔角大賽開幕的時候喊史提夫·尼爾森的名字時，因咀嚼不清讓全場觀眾大笑。
擅長方言：關西方言。興趣：遛貓、步行、騎自行車、麻將、角子機。特長：聲樂。
加藤精三去世之後，石川繼承傑克將軍的配音。

## 演出
粗體字表示主要角色。

### 電視動畫
1993年
- 足球風雲（2年級生A）
- 劍勇傳說YAIBA（警備員、小混混）
- GS美神（飛行士、父親、惡靈、新郎、司機）
- 灌籃高手（男學生、照雄、柔道社員、主將、男學生、良）
- 小小男子漢（男學生A、男性、廣播、男性A、服務生）
- 美少女戰士R（司機、男）

1994年
- 足球風雲（小池、澤野）
- 足球小將翼J（早田誠、片桐宗政）
- 真拳傳說（日语：真拳伝説タイトロード）（黑龍、船員）
- 灌籃高手（小田龍政）
- 小小男子漢（男B）
- 七龍珠Z（僧侶（工作人員）、巴比提的部下）

1995年
- 黃金勇者合體（海賊C）
- 奇天烈大百科（漫才師）
- 灌籃高手（福田吉兆）
- 美少女戰士SuperS（とびきり野郎、記者）

1996年
- 天才寶貝（公治）
- 灌籃高手（森重寬）

1998年
- 星方遊俠（日语：星方武侠アウトロースター）（人、神父）
- 中華一番！（シイホウ、賴賀）
- 吹泡糖危機2040（正樹）
- 萬能文化貓娘（池波榮一）
- 夢幻拉拉（相川廣也）
- 羅德斯島戰記 -英雄騎士傳-（蘭迪）

1999年
- 極道君漫遊記（日语：ゴクドーくん漫遊記）（花夜皇子、因陀羅神）
- 格鬥小霸王（激）
- 麻辣教師GTO（英朗）

2000年
- 銀裝騎攻Ordian（日语：銀装騎攻オーディアン）（橘了）
- 萬有引力（上杉樹把）
- 六門天外（龍格吉爾曼）
- BOYS BE…（劍城美彥）
- 無敵王Trizenon（日语：無敵王トライゼノン）（牧之原刃）
- ONE PIECE（芬布迪）

2001年
- 永恆傳奇 THE ANIMATION（約翰、諾姆）
- The Soul Taker ～魂狩～（日语：The Soul Taker 〜魂狩〜）（右門）
- 快樂印表機（日语：まみむめ★もがちょ）（DJ馬修、Dr.阿芙羅）
- 聖石小子（修奈達）

2002年
- 超重神GRAVION（神秘男子）
- 爆鬥宣言大鋼彈（卡爾文）

2003年
- AVENGER（日语：AVENGER）（傑德）
- 偵探學園Q（遠山金太郎）
- 神魂合體（馬克斯）
- 閃靈二人組（大哥）
- 櫻桃小丸子（搖滾樂大哥哥）

2004年
- 火影忍者（宇智波鼬）
- BLEACH（浮竹十四郎）
- 超重神GRAVION Zwei（伊萬、賣小雞的人）
- 熱拳本色1（志那虎一城）

2005年
- 女孩萬歲 second season（藤井）
- 變形金剛：銀河之力（副司令官天火）

2006年
- 金色琴弦 ～primo passo～（金澤紘人）
- 無罪的維納斯（司馬虎二）
- 死亡筆記本（伊出英基、雷·潘伯[12]）
- 暗夜第六感（日语：NIGHT HEAD GENESIS）（田中仁）
- 熱拳本色1 日美決戰篇（志那虎一城）
- Marginal Prince -月桂樹的王子們-（索庫洛夫博士）

2007年
- 棋靈少女（山村香太郎）
- 火影忍者疾風傳（宇智波鼬）
- 賭博默示錄（船井讓次[13]）
- ONE PIECE（史丹森）

2008年
- 狂亂家族日記（哈密瓜刑警、客〈生物兵器〉）
- 地獄少女 三鼎（丹下英人）
- 無敵偵探貴公子（和泉勘太郎）
- 波菲的漫長旅程（克勞德）
- 記憶女神的女兒們（島崎省吾）

2009年
- 金色琴弦 ～secondo passo～（金澤紘人）
- Phantom ～Requiem for the Phantom～（艾薩克·維斯梅爾）

2010年
- 信蜂（桑達藍多Jr.）
- 信蜂Reverse（桑達藍多Jr.）
- Battle Spirits Brave（ラーゼ）
- 遊☆戲☆王5D's（Z-ONE）
- 熱拳本色1 影道篇（志那虎一城）

2011年
- 我們沒有翅膀（輕部狩男）
- GOSICK（翁‧凱）
- 熱拳本色1 世界大會篇（志那虎一城）

2012年
- 戰姬絕唱SYMPHOGEAR（風鳴弦十郎）
- 李洛克的青春全力忍傳（宇智波鼬）
- 無賴勇者的鬼畜美學（鬼塚劍哉[14]）

2013年
- 戰姬絕唱SYMPHOGEAR G（風鳴弦十郎[15]）

2014年
- 金色琴弦 Blue♪Sky（土岐蓬生'[16]）
- 英雄銀行（日语：ヒーローバンク）（天王寺龍牙）
- 魔彈之王與戰姬（埃米爾）

2015年
- 俺物語!!（痴漢（元癡漢））
- 新我們這一家（實況轉播）
- 戰姬絕唱SYMPHOGEAR GX（風鳴弦十郎[17]）
- 新我們這一家（實況播報）
- 戰國無雙（豐臣秀吉[18]）
- 天雷爭霸：復仇者聯盟（暴風雪）

2016年
- 哆啦A夢 (水田山葵版)（男）
- 紅殼的潘朵拉（基肯先生〈Mr. Chicken〉）
- Concrete Revolutio ～超人幻想～ THE LAST SONG（龍神朝日）
- 亞爾斯蘭戰記 風塵亂舞（佩拉裘斯）
- 超自然9人組（橋上諫征）
- 名偵探柯南 Episode"ONE" 變小的名偵探（岸田）

2017年
- 蠟筆小新（帥哥消防員）
- 戰姬絕唱SYMPHOGEAR AXZ（風鳴弦十郎）
- 悠久持有者！ ～魔法老師！2～（灰斗／人狼）

2018年
- 未來卡片 戰鬥夥伴X（小貓熊的祖先）
- 名偵探柯南（搶劫犯A）
- 龍族拼圖（廣播）
- 美男高校地球防衛部HAPPY KISS！（製作人）
- 夢王國與沉睡中的100位王子殿下（尤安）
- JoJo的奇妙冒險 黃金之風（波爾波[19]）
- 聖鬥士星矢 聖鬥少女翔（一角獸星座邪武[20]）

2019年
- 戰姬絕唱SYMPHOGEAR XV（風鳴弦十郎[21]）
- 鬼太郎 (第6作)（藤森翔平）

2020年
- 〈Infinite_Dendrogram〉-無盡連鎖-（羅根·哥爾哈特／將軍）
- 名偵探柯南（青野健吾）

2021年
- 回復術士的重啟人生（蓋歐爾基烏斯）
- 數碼暴龍：重啟之戰（番長豆豆獸）
- 蓋特機器人ARC（流龍馬）

2022年
- 幻想三國誌 -天元靈心記-（曹操）
- BLEACH 千年血戰篇（浮竹十四郎）
- 宇崎學妹想要玩！ω（宇崎藤生[22]）

2023年
- 逃走中 GREAT MISSION（阿布拉·哥拉姆）

2024年
- 金肉人 完美超人始祖篇（ノック[23]）

### 電影動畫
1995年
- 起程的冒險者們 Legend of Crystania（日语：クリスタニア）（結界居民）

2004年
- 聖鬥士星矢 天界篇 序奏 ～overture～（獨角獸邪武）

2006年
- 劇場版 BLEACH MEMORIES OF NOBODY（浮竹十四郎）

2007年
- 劇場版 BLEACH The DiamondDust Rebellion 鑽石星塵的反叛（浮竹十四郎）

2008年
- 劇場版 BLEACH Fade to Black 呼喚你的名字（浮竹十四郎）

2010年
- 劇場版 BLEACH 地獄篇（浮竹十四郎）

2012年
- ROAD TO NINJA -NARUTO THE MOVIE-（宇智波鼬）

2014年
- （實況）

2016年
- 同級生（原學[24]）

2017年
- 名偵探柯南：唐紅的戀歌（矢島俊彌）

### OVA
1994年
- 刃牙（武鬥家）
- 新·甜心戰士（阿多尼斯）

1995年
- （紅狼星志郎）
- 結婚 ～Marriage～（日语：卒業M）（加藤勇祐）

1996年
- 超人學園（日语：超人学園ゴウカイザー）（朝比奈亮／柏拉圖雙子）
- 炸彈人：謝謝你的勇氣，我能聽到聲音

1998年
- 新·男樹（日语：男樹）（村田京太郎）
- DINOZAURS（日语：ダイノゾーン）（迪諾翅目）
- 真蓋特機器人 世界最後之日（流龍馬）

1999年
- Weiß kreuz（晃）
- 萬有引力（上杉樹把）
- 卒業M ～我們的嘉年華～（加藤勇祐）

2000年
- 真蓋特機器人對NEO蓋特機器人（流龍馬）

2002年
- 男男最遊記（日语：私立荒磯高等学校生徒会執行部）（時任稔[25]）

2003年
- 聖鬥士星矢 冥王黑帝斯篇（日语：聖闘士星矢 冥王ハーデス編）（獨角獸邪武）

2004年
- 機動戰士鋼彈 MS IGLOO（奧立佛·麥伊）
- 新蓋特機器人（流龍馬）
- BLEACH Memories in the rain（浮竹十四郎）
- Re:甜心戰士（早見青兒[26]）

2005年
- 最终幻想VII 降臨之子（凱特·西）

2009年
- 聖鬥士星矢 THE LOST CANVAS 冥王神話（夢之神奧歷伊洛斯）

2014年
- 夢幻足球手（日语：ファンタジスタ (漫画)）（本田圭佑[27]）[注 1]
- WILD ADAPTER（日语：WILD ADAPTER）（時任稔[28]）

2015年
- 一騎當千 Extravaganza Epoch（寶藏院胤舜[29]）
- 夢幻足球手（日语：ファンタジスタ (漫画)）（本田圭佑[30]）[注 2]

### 網路動畫
- 聖鬥士星矢：黃道十二宮戰士（2019年，獨角獸邪武）

### 遊戲
1993年
- 安妮特回來了（日语：アーネスト・エバンスシリーズ#アネット再び）（冒牌女王的手下A）
- 閃耀的御宅星座 IN ANOTHER WORLD（日语：おたくの星座）（布里特拉）

1994年
- 凱撒衝擊（日语：カイザーナックル）（月光）
- SOL MOONARGE（日语：ソル・モナージュ）
- 七龍珠Z 真賽亞人滅絕計畫 -地球篇-（哈奇亞克）
- 美少女戰士 Collection（學校老師）

1995年
- 超人學園（日语：超人学園ゴウカイザー）（朝比奈亮／柏拉圖雙子、蘭迪·里格斯／亞特蘭蒂斯船長）
- 兵蜂呀呼！在不可思議的國家大受歡迎！（日语：ツインビーヤッホー! ふしぎの国で大あばれ!!）（艾斯）

1997年
- 真愛故事 ～Remember My Heart～（日语：トゥルー・ラブストーリー#トゥルー・ラブストーリー〜Remember My Heart〜）（大須賀亨）
- Money Idol Exchanger（日语：マネーアイドルエクスチェンジャー）（坂田比利巴夫〈麥卡莫卡利〉）
- 夢幻模擬戰IV（利奇）
- 夢幻模擬戰I&II（泰拉）

1998年
- DeSTReGA（日语：デストレーガ）（格拉德）
- 獸人格鬥2（日语：ブラッディロア）（大神勇吾〈狼〉）

1999年
- 奏（騷）樂都市大阪（日语：ソウ楽都市OSAKA）（辻卷·元治）

2000年
- 決戰（日语：決戦 (コーエー)）（井伊直政）
- 永恆傳奇（羅森·拉莫亞、諾姆）
- 獸人格鬥3（大神勇吾〈狼〉）

2001年
- Apocripha/0（日语：Apocripha/0）（路威）
- 逮捕令（有栖川亮介）
- 最終幻想X（奧隆）
- From TV animation ONE PIECE 飛吧！海賊團（日语：ONE PIECE とびだせ海賊団!）（芬布迪）
- 洛克人X6（冰雪銀狼、暴雨翠龜）

2002年
- 在我之下掙扎（日语：俺の下であがけ）（口崇文）
- 王國之心（里昂〈史克爾·雷歐哈特〉）
- 休閒系列 Vol.13 THE 女性向的戀愛冒險 ～玻璃之森～（荻原恭平）
- 三國志戰記（趙雲）
- 異域傳說首部曲［權力意志］（凱文·溫尼考特）
- 命運傳奇2（皮耶爾·夏爾堤葉）
- 時空幻境FANDOM Vol.1（日语：テイルズ オブ ファンダム Vol.1）（羅森·拉莫亞、諾姆）
- 獸人格鬥 extreme（大神勇吾〈狼〉）
- 封神演義2（海棠）
- 聖石小子 ～未完的秘石～（修奈達）

2003年
- 神魔預言錄（日语：ヴィーナス&ブレイブス〜魔女と女神と滅びの予言〜）（齊格）
- 金色琴弦（金澤紘人）
- 三國志戰記2（孫策）
- 真·三國無雙3（周泰、水鏡）
- 真·三國無雙3 猛將傳（周泰、水鏡）
- 夢幻TV 世界格鬥（日语：ドリームミックスTV ワールドファイターズ）（西蒙·貝爾蒙多、大神勇吾）
- 信長之野望Online（織田信長）
- 最終幻想X-2（トーブリ、奧隆）
- ONE PIECE 偉大航路之爭！3（日语：ONE PIECE グランドバトル! 3）（芬布迪）

2004年
- 空戰奇兵5 未被歌頌的戰爭（阿爾文·H·達文波特）
- 空戰雄鷹 ～藍翼騎士～（日语：エアフォースデルタ ブルーウィングナイツ）
- 決戰III（德川家康、直江兼續、齋藤道三）
- 櫻坂消防隊（本條大地）
- 櫻花大戰物語 ～神秘的巴黎～（日语：サクラ大戦物語 〜ミステリアス巴里〜）（摩根·卡慕）
- 召喚夜響曲 鑄劍物語2（葛德·卡姆卡洛薩）
- 真·三國無雙3 Empires（周泰、水鏡）
- 異域傳說Freaks（日语：ゼノサーガ フリークス）（凱文·溫尼考特）
- 異域傳說二部曲［善惡的彼岸］（凱文·溫尼考特）
- 數位惡魔傳說 天魔變（路帕）
- Double Reaction！（佐久間悟）
- Double Reaction！ PLUS（佐久間悟）
- 火影忍者（宇智波鼬）
  - 激鬥忍者大戰！3
  - 木葉的忍者英雄們2

2005年
- 王國之心II（里昂、奧隆）
- 魁!! 男塾（劍獅子丸）
- 召喚夜響曲 鑄劍物語 ～起源之石～（基蘭）
- 真·三國無雙4（周泰、水鏡）
- 真·三國無雙4 猛將傳（周泰、水鏡）
- STAMP OUT（久川武郎）
- 於是我們…and he said（蒼山修平）
- 永恆傳奇（羅森·拉莫亞、諾姆）
- 火影忍者（宇智波鼬）
  - 激鬥忍者大戰！4
  - 木葉的忍者英雄們3
- 半熟英雄4 ～7人的半熟英雄～（日语：半熟英雄）（四次元波伊爾德）
- BLEACH ～炙熱之魂2～（日语：BLEACH 〜ヒート・ザ・ソウル〜）（浮竹十四郎）
- BLEACH 死神GC 面對黃昏的死神（浮竹十四郎）

2006年
- 機動戰士鋼彈 宇宙世紀精華集（日语：機動戦士ガンダム クライマックスU.C.）（橘神威那）
- 新 鬼武者 DAWN OF DREAMS（南光坊天海）
- SpellDown（佐佐木健次郎）
- 異域傳說I、II（日语：ゼノサーガI・II）（凱文·溫尼考特）
- 異域傳說三部曲［查拉圖斯特拉如是說］（日语：ゼノサーガ エピソードIII［ツァラトゥストラはかく語りき］）（凱文·溫尼考特）
- 戰國無雙2（豐臣秀吉）
- 戰國無雙2 Empires（豐臣秀吉）
- 地獄犬的輓歌 -最終幻想VII-（凱特·西）
- 地獄犬的輓歌 失落的插曲 -最終幻想VII-（日语：ダージュ オブ ケルベロス ロスト エピソード ファイナルファンタジーVII）（凱特·西）
- 命運傳奇[注 3]（夏露迪耶、約翰）
- 火影忍者 終極英雄 攜帶版（宇智波鼬）
- 男校公主 -Princess Days-（日语：ひめひび -Princess Days-）（月元忍）
- BLEACH（浮竹十四郎）
  - ～炙熱之魂3～
  - Wii 白刃閃耀圓舞曲
  - DS 翱翔藍天的命運（日语：BLEACH DS）
- 最終護花使者 ～深夜的黑蝶物語～（日语：ラスト・エスコート）（越乃雪悟）

2007年
- Another Century's Episode 3 THE FINAL（流龍馬〈真！〉）
- SD鋼彈 G世代 SPIRITS（奧利弗·梅）
- 在我之下掙扎（日语：俺の下であがけ）（口崇文）
- 金色琴弦2（金澤紘人）
- 金色琴弦2 Encore（金澤紘人）
- 真·三國無雙5（周泰、水鏡）
- 戰國無雙2 猛將傳（豐臣秀吉）
- 戰國無雙KATANA（日语：戦国無双KATANA）（豐臣秀吉）
- 龍影咒（亞瑟·葛朗哈特）
- 火影忍者疾風傳（宇智波鼬）
  - 激鬥忍者大戰！EX
  - 激鬥忍者大戰！EX2
  - 終極覺醒
  - 終極覺醒2
- BLEACH（浮竹十四郎）
  - ～炙熱之魂4～
  - DS 2nd 黑衣閃耀鎮魂歌
- 長劍風暴：百年戰爭（艾德華黑太子）
- 無雙OROCHI（豊臣秀吉、周泰）

2008年
- 邪念石編年史 ～紅輝魔石～（洛德格）
- 最終幻想 紛爭（史克爾·雷歐哈特）
- 命運傳奇 導演剪輯版（夏露迪耶）
- 火影忍者疾風傳 激鬥忍者大戰！EX3（宇智波鼬）
- 男校公主 -Princess Days- 攜代版（月元忍）
- BLEACH（浮竹十四郎）
  - ～炙熱之魂5～
  - The 3rd Phantom（日语：BLEACH The 3rd Phantom）
- 無雙OROCHI 蛇魔再臨（豐臣秀吉、周泰）
- 世界毀滅 ～被引導的意志～（迦爾納）
- 飄流幻境Online（十藏）
- 飄流幻境Online -精靈間的傳言-（十藏）
- 飄流幻境Online -聖殿守護者-（十藏）

2009年
- 金色琴弦2 f（金澤紘人）
- 金色琴弦2 f Encore（金澤紘人）
- 真·三國無雙5 Empires（周泰、水鏡）
- 真·三國無雙 連袂出擊（周泰、水鏡）
- 超級機器人大戰NEO（日语：スーパーロボット大戦NEO）（流龍馬〈新〉）
- 戰國無雙3（豐臣秀吉、毛利元就）
- 最終幻想 大亂鬥 國際調整版（史克爾·雷歐哈特〈日語版戰鬥聲音〉）
- 七龍珠 迅猛炸裂2（日语：ドラゴンボール レイジングブラスト）（哈奇亞克）
- 火影忍者（宇智波鼬）
  - 疾風傳 終極覺醒3
  - 終極風暴
- 北斗神拳拉歐外傳 天之霸王（日语：天の覇王 北斗の拳ラオウ外伝）（拳四郎（日语：ケンシロウ））
- 無雙OROCHI Z（豐臣秀吉、周泰）

2010年
- 機動戰士鋼彈 極限vs.（日语：機動戦士ガンダム エクストリームバーサス）（奧利弗·梅）
- 金色琴弦3（土岐蓬生）
- 斬擊的女武神（日语：斬撃のREGINLEIV）（迪爾）
- 真·三國無雙 連袂出擊2（周泰、水鏡）
- TAKUYO 小遊戲集 ～初次周年紀念～（月元忍）
- 火影忍者疾風傳（宇智波鼬）
  - 激鬥忍者大戰！SPECIAL
  - 終極風暴2
- 人中之龍4 傳說的繼承者（南大作）

2011年
- SD鋼彈 G世代 WORLD（奧利弗·梅）
- 海賊戰隊豪快者 集結變身！35戰隊！（日语：海賊戦隊ゴーカイジャー あつめて変身!35戦隊!）
- 機動戰士鋼彈 新基連的野望（日语：機動戦士ガンダム 新ギレンの野望）（奧利弗·梅）
- 真·三國無雙6（周泰、水鏡、賈詡）
- 真·三國無雙6 Empires（周泰、水鏡、賈詡）
- 真·三國無雙6 猛將傳（周泰、水鏡、賈詡）
- 真·三國無雙 NEXT（周泰、水鏡、賈詡）
- 聖鬥士星矢戰記（日语：聖闘士星矢戦記）（一角獸星座邪武）
- 戰國無雙3 猛將傳（豐臣秀吉、毛利元就）
- 戰國無雙3 Z（豐臣秀吉、毛利元就）
- 戰國無雙3 Empires（豐臣秀吉、毛利元就）
- 戰國無雙 編年史（豐臣秀吉、毛利元就）
- 戰場女武神3（拉姆賽·克羅）
- 第2次超級機器人大戰Z 破界篇／再世篇（流龍馬）
- 最終幻想 紛爭012（史克爾·雷歐哈特）
- 特洛伊無雙（得伊福玻斯）
- 七龍珠群雄（哈奇亞克）
- 最終幻想 零式（卡特爾·巴修塔爾）
- 無雙OROCHI 2（周泰、賈詡、豐臣秀吉、毛利元就）
- 遊☆戲☆王5D's 雙重戰力6（日语：遊☆戯☆王ファイブディーズ タッグフォース6）（Z-ONE）

2012年
- 伊蘇 塞爾塞塔的樹海（桑喬）
- SD鋼彈 G世代 OVER WORLD（奧利弗·梅）
- 真·三國無雙 VS（賈詡）
- 戰國無雙 編年史 2nd（豐臣秀吉、毛利元就）
- 火影忍者疾風傳 終極風暴世代（宇智波鼬）
- Phantom -PHANTOM OF INFERNO-（艾薩克·維斯梅爾）[注 4]
- 人中之龍5 夢 實踐者（金井嘉門）

2013年
- 金色琴弦 3 Full voice Special（土岐蓬生[31]）
- 真·三國無雙7（周泰[32]、賈詡[33]）
- 真·三國無雙7 猛將傳（周泰、賈詡[34]）
- 超級機器人大戰Operation Extend（流龍馬）
- 聖鬥士星矢 英勇鬥士（日语：聖闘士星矢 ブレイブ・ソルジャーズ）（一角獸星座邪武）
- 心靈傳奇R（加拉多·格利納斯[35]）
- 七龍珠究極任務（哈奇亞克）
- 火影忍者疾風傳 終極風暴3（宇智波鼬[36]）
- 無雙OROCHI2 Ultimate（周泰、賈詡、豐臣秀吉、毛利元就）

2014年
- CV ～CASTING VOICE～（日语：CV 〜キャスティングボイス〜）（相葉健[37]）
- 金色琴弦3 AnotherSky feat.天音學園（土岐蓬生[38]）
- 金色琴弦3 AnotherSky feat.至誠館（土岐蓬生[39]）
- 金色琴弦3 AnotherSky feat.神南（土岐蓬生[40]）
- 魁!! 男塾 ～日本啊，這才是男子漢！～（富樫源次[41]）
- 三國志英歌[42]
- 超級英雄世代
- 戰國無雙 編年史 3（豐臣秀吉[43]）
- 戰國無雙4（豐臣秀吉[44]、毛利元就[45]）
- 第3次超級機器人大戰Z 時獄篇／天獄篇（流龍馬）
- 火影忍者疾風傳 終極風暴革命 REVOLUTION（宇智波鼬[46]）
- 英雄銀行2（日语：ヒーローバンク）（天王寺龍牙[47]）
- （土岐蓬生）
- 人中之龍 維新！（吉田稔麿）

2015年
- 英雄傳說 空之軌跡 FC Evolution（希德、嘉恩[48]）
- 碧藍幻想（[49]）
- 重裝機兵Leynos（洛克·史坦納少校[50]）
- 聖鬥士星矢 鬥士之魂（一角獸星座邪武）
- 戰國無雙4-II（豐臣秀吉、毛利元就）
- 戰國無雙4 Empires（豐臣秀吉、毛利元就）
- 火線危機5（日语：タイムクライシス5）（奇斯·馬丁）
- 最終幻想 紛爭（街機版）（史克爾·雷歐哈特）
- 七龍珠究極任務2（哈奇亞克）

2016年
- 金色琴弦4（土岐蓬生[51]）
- 超級機器人大戰OG THE MOON DWELLERS（奧凡·蘭克斯[52]）
- 火影忍者疾風傳 終極風暴4（宇智波鼬[53]）
- （阿什利·福瑞斯特[54]）
- 最終幻想世界（史克爾·雷歐哈特[55]）

2017年
- 超級機器人大戰V（流龍馬）
- 戰姬絕唱SYMPHOGEAR XD UNLIMITED（風鳴弦十郎）
- 骰動人生好運道 DQ&FF 30th ANNIVERSARY（日语：いただきストリート ドラゴンクエスト&ファイナルファンタジー 30th ANNIVERSARY）（史克爾·雷歐哈特[56]）
- 金色琴弦2 ff（金澤紘人[57]）
- 超級機器人大戰X-Ω（日语：スーパーロボット大戦X-Ω）（流龍馬）
- 七龍珠究極任務X（哈奇亞克）

2018年
- 超級七龍珠群雄（哈奇亞克）
- Dissidia Final Fantasy NT（史克爾·雷歐哈特[58]）
- 真·三國無雙8（周泰[59]、賈詡[60]）
- 悠久持有者！ ～魔法老師！2～（灰斗）
- 無雙OROCHI 3（周泰、賈詡、豐臣秀吉、毛利元就）
- 任天堂明星大亂鬥 特別版（西蒙·貝爾蒙多、Mii 戰士〈Type-9〉）

2019年
- 金色琴弦Octave（土岐蓬生[61]）
- 超級機器人大戰T（流龍馬）

2023年
- Fate/Samurai Remnant（Assassin）

2024年
- 鳴潮（主座芬萊克）

### 外語配音

#### 電影／電視影集
| 作品年份 | 作品名稱                  | 配演角色                   | 演員              | 媒介                      |
| -------- | ------------------------- | -------------------------- | ----------------- | ------------------------- |
| 1990     |                           | Love Daddy                 |                   | Netflix頻道               |
| 1996     | 瘋狂謀殺計劃              | 韋斯·泰勒                  |                   | DVD版本                   |
| 2002     |史酷比 (2002年電影)              | －                         | －                | DVD版本                   |
| 2002     |                           | 道格                       | 朗·埃達德         | DVD版本                   |
| 2003     |                           | 湯姆·莫羅                  | 阿蘭·戴爾         | 派拉蒙DVD（第1、2季）版本 |
| 2005     | 拳壇暗影                  | 阿特約姆·寇爾欽            | 丹尼斯·尼基福洛夫 | DVD版本                   |
| 2005     | 超脫末日                  | －                         | －                | －                        |
| 2009     | 假面騎士龍騎 (美國電視劇) | 維克·弗雷澤／假面騎士WRATH | 馬克·威斯特拉赫   | 東映頻道版本              |
| 2010     |                           | 伯恩哈德                   | 福克·漢斯契       | 劇場公映／朝日電視台版    |
| 2012     |                           | 亞伯拉罕·林肯              |                   | 劇院公映／DVD版本         |

#### 動畫
- 蝙蝠俠：智勇悍將（命運博士、卡巴葉）
- 國王與我（英语：The King and I (1999 film)）（拉瑪五世王子）※華納家庭錄影（日语：ワーナー・ホーム・ビデオ）VHS版。
- 湯瑪士小火車（魯斯提、藍色客車、板球選手）※富士電視台版。
- 變形金剛進化版（爵士）

### 特攝影集
1996年
- 卡美拉2 雷吉翁襲來

1997年
- （宇宙人的聲音）

2000年
- 未來戰隊時間連者（恐嚇番長的聲音）

2001年
- 百獸戰隊牙吠連者（的聲音）

2009年
- 假面騎士Decade（的聲音）

2011年
- OOO·電王·All Riders Let's Go 假面騎士（的聲音、十面鬼的聲音、的聲音）
- 海賊戰隊豪快者（的聲音）
- 假面騎士×假面騎士 Fourze & OOO MOVIE大戦MEGA MAX（假面騎士Stronger的聲音）

2012年
- 假面騎士×超級戰隊 超級英雄大戰（假面騎士響鬼的聲音、德拉斯的聲音 等）

2013年
- 假面騎士×超級戰隊×宇宙刑事 超級英雄大戰Z（的聲音、的聲音 等）
- 網路版 假面騎士×超級戰隊×宇宙刑事 超級英雄大戰乙！ ～Heroo！知識～會解決你的煩惱！（的聲音、的聲音 等）

2014年
- 平成騎士對昭和騎士 假面騎士大戰feat.超級戰隊（天空騎士的聲音、影子將軍（日语：ジェネラル・シャドウ）的聲音、傑克將軍（日语：ジャーク将軍）的聲音、十面鬼的聲音）
- 烈車戰隊特急者（的聲音[62]）

2015年
- 超級英雄大戰GP 假面騎士3號（騎士人的聲音 等）

2017年
- 宇宙戰隊九連者（加梅兹的聲音）

### 旁白

#### 電視節目
- FNN Super NEWS（日语：FNNスーパーニュース）
- 嫁到什麼鬼地方精彩之處大公開特輯
- 校園瘋神榜（日语：学校へ行こう! (バラエティー番組)）單元
- 感動FACTORY SPORT！ WEEKEND SPECIAL（日语：ニュース&すぽると!）（週六）
- 趣味悠悠（日语：趣味悠々） 為了中高齡的電腦講座 ～來做部落格吧
- 天才！志村動物園
- 12號 熱血足球宣言
- 發掘！真有其事大百科（日语：発掘!あるある大事典）
- 魔術王國（日语：マジック王国）
- ¥金錢之虎（日语：¥マネーの虎）
- MARIO SCHOOL（日语：マリオスクール）
- Let's！（日语：レッツ!）→The！情報Two→The！情報Two 800→News & Entertainment The！情報Two（日语：ザ!情報ツウ）（週一、二）
- 發現笑犬（日语：笑う犬#笑う犬の発見）
- EBISU溫泉（日语：えびす温泉）
- Dragon’s Den
- NBA TODAY
- CosmicFront（日语：コズミックフロント）

#### 廣告
- Ebara食品工業（日语：エバラ食品工業）
- Kojima電氣（日语：コジマ）

### 廣播節目
- 卒業M（日语：卒業M）系列
  - 卒業Cross World（PMC放送：1995年4月－6月）
  - M最高！（TBS廣播：1997年10月－1998年3月）
  - 卒業M+ 真夜中…？（日本放送：1998年7月－9月）
- 電擊大賞（文化放送：1996年4月－1998年3月）
- 田業界！（日本電台）
- 石川英郎與森久保祥太郎的AN's JAM（文化放送：1998年10月9日－1999年4月2日）
- air marine BALLAD（文化放送：2001年）
- 新鬼武者Project Presents 赤鬼的Pants！青鬼的Pants！（日语：新鬼武者プロジェクトプレゼンツ 赤鬼のパンツ!青鬼のパンツ!）（大阪電台：2005年4月2日－2006年4月1日）
- AN'S ALL STARSのAN'S JAM EPISODE III（BBQR：2005年7月1日 - 2006年1月）
- Oh！NARUTO NIPPON（日语：NARUTO -ナルト- (ラジオ)）（大阪電台、文化放送：2005年12月份按月主持人）
- BLEACH “B” STATION（日语：BLEACH “B” STATION）（大阪電台、日本電台、文化放送：2006年2月、2008年7月份按月主持人）
- 石川英郎、森久保祥太郎的UNPLUGGED！（大阪電台：2006年6月11日）
- 工口×工口（日语：工口×工口）→（關西電台animata.com（日语：アニたまどっとコム）：2007年4月7日－現在，與諏訪部順一共同主持）
- NARUTO Radio 疾風迅雷（大阪電台、文化放送：2007年5月份按月主持人）
- 石川英郎的Dear Girl ～Lesson～（日语：Dear Girl〜Lesson〜）（niconico動畫頻道、超！A&G+：2008年10月7日－2009年3月31日）
- 石川英郎與後藤友香里的nico nana kingdom（Niconico生放送：2013年11月1日 - 2014年8月3日）
- 內田夕夜、石川英郎的金色琴弦 Blue♪Sky Radio（超！A&G+：2014年4月7日－6月30日）[63]

### 廣播劇
- VOMIC 暗殺教室（淺野學峯）
- 青山二丁目劇場（日语：青山二丁目劇場） 
- 花之慶次（真田幸村）
- 「花之慶次 ～雲的彼方～」“琉球之章”（尚寧）

### CD

#### 廣播劇CD
- 我們没有翅膀 廣播劇系列第3章 玉泉日和子（輕部狩男）
- 學校發生過的恐怖故事S 原聲驚悚（日语：学校であった怖い話#サウンドトラック）（荒井昭二）
- 金色琴弦系列（金澤紘人）
  - 金色琴弦3系列（土岐蓬生）
- 格鬥天王'94（羅伯特·卡爾西亞（日语：ロバート・ガルシア (龍虎の拳)））
- 侍魂（塔姆塔姆）
- 創龍傳（龍堂終）
- 卒業M（日语：卒業M）（加藤勇祐）
- 兵蜂PARADISE（艾斯）
- 永恆傳奇（羅森·拉莫亞、諾姆、偽）
  - 永恆傳奇 -LEVEL ONE-
  - 永恆傳奇 -LEVEL TWO-
  - 永恆傳奇 -LEVEL THREE-
  - 永恆傳奇 -LEVEL FOUR-
  - 永恆傳奇 -LEVEL FINAL-
  - 永恆傳奇 Labyrinth ～forget-me-not～ 上卷、下卷
- 命運傳奇（夏露狄耶）
- 真愛故事（日语：トゥルー・ラブストーリー）（大須賀亨）
- 皇龍騎士團V -風龍篇1-（拉斯·伊流薩）
- 紐約 紐約（日语：ニューヨーク・ニューヨーク (漫画)）（梅爾·弗雷烈克）
- 尋神的旅途 ～吉里吉里舞～（峰龍井）
- 伯爵該隱（該隱）
- 機甲都市 伯林1935（日语：機甲都市 伯林）（麥耶）
- 美女與野獸 ～星之首飾～（貞德）
- 男校公主 -Princess Days- 廣播劇CD Prince Days （月元忍）
- 火焰之紋章 啟程之章（日语：ファイアーエムブレム 旅立ちの章）（凱因）
- 火焰之紋章 黎明篇／紫嵐篇（日语：ファイアーエムブレム (佐野真砂輝&わたなべ京の漫画)#ドラマCD）（杜卡）
- 封殺鬼（日语：封殺鬼）（戶倉聖）
- 魔法少女初音（篠崎兵吾）
- YASHA -夜叉-（日语：YASHA-夜叉-）（有末靜）
- Yo-Jin-Bo（椿木泰之丞）
- 羅密歐與茱麗葉（提伯爾特）
- WILD ARMS Advanced 3rd（日语：ワイルドアームズ アドヴァンスドサード） 原聲廣播劇（Gallows）
- WILD ADAPTER（日语：WILD ADAPTER）／男男最遊記（日语：私立荒磯高等学校生徒会執行部）（時任稔）

#### BLCD
- 隣座（鷹宮信仁）
- YELLOW（日语：YELLOW (立野真琴の漫画)）
- （白川）
- 在我之下掙扎（日语：俺の下であがけ）系列（樋口崇文）
- 神腕中（翁）
- （三木寒彌）
- （梅枝）
- （十龜俊司）
- 萬有引力系列（上杉樹把）
- 案人（芹澤亨）
- 今夜我想喝醉（永岡熙生）
- 來場紳士協定吧！（玖牙守彌）
- STAMP OUT（久川武郎）
- 星陵青春學生會（橋爪祐一）
- 只有一個男人（如月巳波）
- 同級生系列
  - 同級生（原學）
  - 卒業生（原學）
  - 空與原（原學[64]）
- 無法觸碰的愛（日语：どうしても触れたくない）（外川陽介）
- 紐約 紐約（日语：ニューヨーク・ニューヨーク (漫画)）（梅爾·弗雷烈克）
- 花嫁二度（奇斯·北條）
- 探索者的遊戲（劉飛龍）
- 突走！（久納卯月）
- 愛（高中紗霧）
- LOVE SEEKER 2、3（瀨戶郁也）
- 天之華，地之風（諸葛亮孔明）

#### 音樂CD
- RADIO DJCD BLEACH “B” STATION（日语：BLEACH “B” STATION） Vol.6
- BLEACH BEAT COLLECTION 4th SESSION:02 浮竹十四郎&志波海燕（石川英郎&關俊彥）
- OVA卒業M song collection（日语：卒業M）（加藤勇祐）
- 卒業M LOVE SONG COLLECTION（加藤勇祐）
- 新·百歌聲爛 -男性聲優篇-

### 廣播CD
- animata.com（日语：アニたまどっとコム） presents 真夏的中繼對談CD

### 其它
- 直到世界的盡頭 ItteQ！（外國人的日語配音）
- 「腦內活化 IQ維他命（日语：脳内エステ IQサプリ）」IQ戰隊牙吠連者單元歌唱
- Fami通WaveDVD（日语：ファミ通WaveDVD）
- 「Mecha-Mecha Iketeru！」相撲騎士單元歌唱
- 多摩六都科學館（日语：多摩六都科学館）「三隻神貓」系列（長男）
- 卡美拉2 雷吉翁襲來
- 角子機 Crows（日语：クローズ）（花澤三郎、木島好一）
- 角子機 鬼濱爆走愚連隊（日语：鬼浜爆走愚連隊）（龍二）
- 角子機 鬼濱爆走紅蓮隊 爆音烈士篇（日语：鬼浜爆走紅蓮隊 爆音烈士編）（龍二）
- 「SEIGURA」公認！聲優界〈雀王〉決定戰 〈J-1 Grand Prix〉（日语：J-1グランプリ） Vol.1 DVD（2008年）
- 花之聲優界！明星☆保齡球（日语：花の声優界! スター☆ボウリング） 天下分目春陣！富士山境目SP（2008年）
- 「SEIGURA」公認！聲優界〈雀王〉決定戰 〈J-1 Grand Prix〉 Vol.2 DVD（2009年）
- 小野坂主廚的驚奇料理（animata（日语：アニたまどっとコム）SHOP特典DVD）
- MASKED RIDER LIVE&SHOW ～十年祭～（假面騎士新1號的配音）
- 石川英郎的ANI○STUDIO（2011年11月－2013年3月，Niconico生放送）
- 週末PREMINM（日语：土曜プレミアム） 獨家解明 誰殺害了圖坦卡門!? ～謎之少年王，悲劇的生涯～（聲音出演）
- The！世界驚人新聞（日语：ザ!世界仰天ニュース）（聲音出演）

## 組合
- E.M.U（日语：E.M.U） 作品「卒業M（日语：卒業M）」衍生組合。2000年解散。
  - 成員：綠川光、神奈延年、置龍太郎、石川英郎、阪口大助
- RoST 友人3人所組成的團體。不定期活動。
  - 成員：三木真一郎、石川英郎、笠原留美
- AN's ALL STARS 電台節目衍生樂團。
  - 成員：石川英郎、森久保祥太郎、左人忠相、乙部、宮城寬
- Tea-Cups 友人同士組成的團體。現在是活動停止狀態。活動進行時用HN稱呼。
  - 成員：石川英郎（魁）、置鮎龍太郎（しんかた）、野田順子（漣）、松谷彼哉（ぴよ）、尤加奈（ゆかりん）、

## 腳註

## 外部連結
- STONERIVER KINGDOM （页面存档备份，存于） （日語）－石川英郎的官方個人部落格。
- 石川英郎｜青二Production （页面存档备份，存于） （日語）
- 石川英郎的Instagram帳戶 （日語）